# Campionato asiatico maschile di pallacanestro 2009
Il 25º Campionato Asiatico Maschile di Pallacanestro FIBA (noto anche come FIBA Asia Championship 2009) si è svolto in Cina, nella città di Tientsin, dal 6 al 16 agosto 2009.
I Campionati asiatici maschili di pallacanestro sono una manifestazione biennale tra le squadre nazionali del continente, organizzata dalla FIBA Asia.
La squadra campione d'Asia 2009, insieme con la seconda e la terza classificata sono state ammesse di diritto ai Campionati Mondiali dell'anno successivo.

## Squadre partecipanti
| Girone A - Filippine - Giappone - Corea del Sud - Sri Lanka | Girone B - Taipei cinese - Iran - Kuwait - Uzbekistan | Girone C - Cina - India - Kazakistan - Qatar | Girone D - Emirati Arabi Uniti - Giordania - Indonesia - Libano |

## Sedi delle partite
| Gruppo                                    | Città    | Impianto                      |
| ----------------------------------------- | -------- | ----------------------------- |
| A/B/C/D/Secondo Turno/Semifinali e Finali | Tientsin | Tianjin Gym Nankai University |

## Gironi di qualificazione
Le prime tre classificate di ogni girone nella fase preliminare accedono ai gironi degli ottavi di finale. L'ultima di ogni girone accede invece alle partite di classificazione dal 13º al 16º posto.

### Gruppo A
| Squadra          | P | V | P | PF  | PS  | Dif  |
| ---------------- | - | - | - | --- | --- | ---- |
| 1. Corea del Sud | 6 | 3 | 0 | 286 | 184 | +102 |
| 2. Filippine     | 5 | 2 | 1 | 249 | 169 | +80  |
| 3. Giappone      | 4 | 1 | 2 | 291 | 218 | +73  |
| 4. Sri Lanka     | 3 | 0 | 3 | 130 | 385 | -255 |

| 6 agosto 2009 |               |          |
| Filippine     | Sri Lanka     | 115 - 31 |
| Corea del Sud | Giappone      | 95 - 74  |
| 7 agosto 2009 |               |          |
| Corea del Sud | Sri Lanka     | 122 - 54 |
| Giappone      | Filippine     | 69 - 78  |
| 8 agosto 2007 |               |          |
| Sri Lanka     | Giappone      | 45 - 148 |
| Filippine     | Corea del Sud | 56 - 69  |

### Gruppo B
| Squadra          | P | V | P | PF  | PS  | Dif |
| ---------------- | - | - | - | --- | --- | --- |
| 1. Iran          | 6 | 3 | 0 | 247 | 174 | +73 |
| 2. Taipei cinese | 5 | 2 | 1 | 242 | 200 | +42 |
| 3. Kuwait        | 4 | 1 | 2 | 166 | 231 | -65 |
| 4. Uzbekistan    | 3 | 0 | 3 | 203 | 253 | -50 |

| 6 agosto 2009 |               |          |
| Iran          | Taipei cinese | 71 - 67  |
| Kuwait        | Uzbekistan    | 69 - 64  |
| 7 agosto 2009 |               |          |
| Taipei cinese | Kuwait        | 73 - 51  |
| Iran          | Uzbekistan    | 82 - 61  |
| 8 agosto 2007 |               |          |
| Uzbekistan    | Taipei cinese | 78 - 102 |
| Kuwait        | Iran          | 46 - 94  |

### Gruppo C
| Squadra       | P | V | P | PF  | PS  | Dif  |
| ------------- | - | - | - | --- | --- | ---- |
| 1. Cina       | 6 | 3 | 0 | 287 | 166 | +121 |
| 2. Qatar      | 5 | 2 | 1 | 233 | 224 | +9   |
| 3. Kazakistan | 4 | 1 | 2 | 192 | 223 | -31  |
| 4. India      | 3 | 0 | 3 | 191 | 290 | -99  |

| 6 agosto 2009 |            |          |
| Kazakistan    | Qatar      | 62 - 77  |
| India         | Cina       | 49 - 121 |
| 7 agosto 2009 |            |          |
| Kazakistan    | Cina       | 56 - 74  |
| Qatar         | India      | 95 - 70  |
| 8 agosto 2007 |            |          |
| Cina          | Qatar      | 92 - 61  |
| India         | Kazakistan | 72 - 74  |

### Gruppo D
| Squadra                | P | V | P | PF  | PS  | Dif  |
| ---------------------- | - | - | - | --- | --- | ---- |
| 1. Giordania           | 6 | 3 | 0 | 268 | 181 | +87  |
| 2. Libano              | 5 | 2 | 1 | 298 | 158 | +140 |
| 3. Emirati Arabi Uniti | 4 | 1 | 2 | 173 | 250 | -77  |
| 4. Indonesia           | 3 | 0 | 3 | 146 | 296 | -150 |

| 6 agosto 2009       |                     |          |
| Indonesia           | Emirati Arabi Uniti | 63 - 68  |
| Libano              | Giordania           | 67 - 84  |
| 7 agosto 2009       |                     |          |
| Giordania           | Indonesia           | 105 - 47 |
| Libano              | Emirati Arabi Uniti | 108 - 38 |
| 8 agosto 2007       |                     |          |
| Emirati Arabi Uniti | Giordania           | 67 - 79  |
| Indonesia           | Libano              | 36 - 123 |

## Ottavi di Finale
Le prime quattro classificate dei gironi di ottavi di finale accedono alla fase ad eliminazione diretta dai quarti di finale. Le ultime due accedono alla classificazione per i posti dal 9º al 12º. I risultati degli scontri diretti del girone preliminare vengono riportati nei gironi degli ottavi di finale.

### Gruppo E
| Squadra          | P  | V | P | PF  | PS  | Dif  |
| ---------------- | -- | - | - | --- | --- | ---- |
| 1. Iran          | 10 | 5 | 0 | 436 | 328 | +108 |
| 2. Corea del Sud | 9  | 4 | 1 | 380 | 340 | +40  |
| 3. Filippine     | 8  | 3 | 2 | 374 | 367 | +7   |
| 4. Taipei cinese | 7  | 2 | 3 | 379 | 350 | +29  |
| 5. Giappone      | 6  | 1 | 4 | 371 | 424 | -53  |
| 6. Kuwait        | 5  | 0 | 5 | 277 | 408 | -131 |

| 10 agosto 2009 |               |          |
| Corea del Sud  | Kuwait        | 78 - 58  |
| Giappone       | Iran          | 71 - 101 |
| Filippine      | Taipei cinese | 77 - 70  |
| 11 agosto 2009 |               |          |
| Iran           | Filippine     | 88 - 78  |
| Kuwait         | Giappone      | 51 - 78  |
| Taipei cinese  | Corea del Sud | 70 - 72  |
| 12 agosto 2009 |               |          |
| Filippine      | Kuwait        | 85 - 71  |
| Giappone       | Taipei cinese | 79 - 99  |
| Corea del Sud  | Iran          | 66 - 82  |

### Gruppo F
| Squadra                | P  | V | P | PF  | PS  | Dif  |
| ---------------------- | -- | - | - | --- | --- | ---- |
| 1. Cina                | 10 | 5 | 0 | 408 | 327 | +81  |
| 2. Giordania           | 9  | 4 | 1 | 418 | 363 | +55  |
| 3. Libano              | 8  | 3 | 2 | 421 | 312 | +109 |
| 4. Qatar               | 7  | 2 | 3 | 352 | 346 | +6   |
| 5. Kazakistan          | 6  | 1 | 4 | 338 | 410 | -72  |
| 6. Emirati Arabi Uniti | 5  | 0 | 5 | 265 | 444 | -179 |

| 10 agosto 2009      |                     |          |
| Kazakistan          | Giordania           | 80 - 98  |
| Cina                | Emirati Arabi Uniti | 82 - 59  |
| Qatar               | Libano              | 63 - 73  |
| 11 agosto 2009      |                     |          |
| Emirati Arabi Uniti | Kazakistan          | 56 - 84  |
| Libano              | Cina                | 68 - 71  |
| Giordania           | Qatar               | 74 - 60  |
| 12 agosto 2009      |                     |          |
| Qatar               | Emirati Arabi Uniti | 91 - 45  |
| Kazakistan          | Libano              | 56 - 105 |
| Cina                | Giordania           | 89 - 83  |

## Fase ad eliminazione diretta
|  | Quarti di Finale     | Quarti di Finale     |                      |        | Semifinali         | Semifinali         |  |  | Finale               | Finale |
|  |                      |                      |                      |        |                    |                    |  |  |                      |        |
|  | 14 agosto - Tientsin |                      |                      |        |                    |                    |  |  |                      |        |
|  |                      |                      |                      |        |                    |                    |  |  |                      |        |
|  | Giordania            | 81                   |                      |        |                    |                    |  |  |                      |        |
|  | Giordania            | 81                   | 15 agosto - Tientsin |        |                    |                    |  |  |                      |        |
|  | Filippine            | 70                   |                      |        |                    |                    |  |  |                      |        |
|  | Filippine            | 70                   | Iran                 | 77     |                    |                    |  |  |                      |        |
|  | 14 agosto - Tientsin |                      | Iran                 | 77     |                    |                    |  |  |                      |        |
|  |                      | Giordania            | 75                   |        |                    |                    |  |  |                      |        |
|  | Qatar                | Giordania            | 75                   | 65     |                    |                    |  |  |                      |        |
|  | Qatar                |                      | 16 agosto - Tientsin | 65     |                    |                    |  |  |                      |        |
|  | Iran                 | 75                   |                      |        |                    |                    |  |  |                      |        |
|  | Iran                 | 75                   | Iran                 | 70     |                    |                    |  |  |                      |        |
|  | 14 agosto - Tientsin |                      | Iran                 | 70     |                    |                    |  |  |                      |        |
|  |                      | Cina                 | 52                   |        |                    |                    |  |  |                      |        |
|  | Taipei cinese        | Cina                 | 52                   | 83     |                    |                    |  |  |                      |        |
|  | Taipei cinese        | 15 agosto - Tientsin |                      | 83     |                    |                    |  |  |                      |        |
|  | Cina                 | 101                  |                      |        |                    |                    |  |  |                      |        |
|  | Cina                 | 101                  | Cina                 | 72     | Finale Terzo Posto | Finale Terzo Posto |  |  |                      |        |
|  | 14 agosto - Tientsin |                      | Cina                 | 72     | Finale Terzo Posto | Finale Terzo Posto |  |  |                      |        |
|  |                      | Libano               | 68                   |        |                    |                    |  |  |                      |        |
|  | Corea del Sud        | Libano               | 68                   | 65     | Giordania          | 80                 |  |  |                      |        |
|  | Corea del Sud        |                      |                      | 65     | Giordania          | 80                 |  |  |                      |        |
|  | Libano               | 68                   |                      | Libano | 66                 |                    |  |  |                      |        |
|  | Libano               | 68                   |                      |        | 66                 |                    |  |  |                      |        |
|  |                      |                      |                      |        |                    |                    |  |  | 16 agosto - Tientsin |        |
|  |                      |                      |                      |        |                    |                    |  |  |                      |        |

### Dal 5º all'8º posto
|  | Classificazione | Classificazione | Classificazione |               |       | Finale Quinto Posto  | Finale Quinto Posto  | Finale Quinto Posto  |  |
|  |                 |                 |                 |               |       |                      |                      |                      |  |
|  | Filippine       | Filippine       | 65              |               |       |                      |                      |                      |  |
|  | Filippine       | Filippine       | 65              |               |       |                      |                      |                      |  |
|  | Qatar           | Qatar           | 83              |               |       |                      |                      |                      |  |
|  | Qatar           | Qatar           | 83              |               | Qatar | Qatar                | 79                   |                      |  |
|  |                 |                 |                 |               | Qatar | Qatar                | 79                   |                      |  |
|  |                 |                 | Taipei cinese   | Taipei cinese | 87    |                      |                      |                      |  |
|  | Corea del Sud   | Corea del Sud   | Taipei cinese   | Taipei cinese | 87    | 65                   |                      |                      |  |
|  | Corea del Sud   | Corea del Sud   |                 |               |       | 65                   |                      |                      |  |
|  | Taipei cinese   | Taipei cinese   | 70              |               |       | Finale Settimo Posto | Finale Settimo Posto | Finale Settimo Posto |  |
|  | Taipei cinese   | Taipei cinese   | 70              |               |       |                      |                      |                      |  |
|  |                 |                 |                 |               |       |                      |                      |                      |  |
|  |                 |                 |                 |               |       | Filippine            | Filippine            | 80                   |  |
|  |                 |                 |                 |               |       | Filippine            | Filippine            | 80                   |  |
|  |                 |                 |                 |               |       | Corea del Sud        | Corea del Sud        | 82                   |  |

### Dal 9º al 12º posto
|  | Classificazione     | Classificazione     | Classificazione |          |            | Finale Nono Posto       | Finale Nono Posto       | Finale Nono Posto       |  |
|  |                     |                     |                 |          |            |                         |                         |                         |  |
|  | Kuwait              | Kuwait              | 57              |          |            |                         |                         |                         |  |
|  | Kuwait              | Kuwait              | 57              |          |            |                         |                         |                         |  |
|  | Kazakistan          | Kazakistan          | 76              |          |            |                         |                         |                         |  |
|  | Kazakistan          | Kazakistan          | 76              |          | Kazakistan | Kazakistan              | 77                      |                         |  |
|  |                     |                     |                 |          | Kazakistan | Kazakistan              | 77                      |                         |  |
|  |                     |                     | Giappone        | Giappone | 73         |                         |                         |                         |  |
|  | Giappone            | Giappone            | Giappone        | Giappone | 73         | 86                      |                         |                         |  |
|  | Giappone            | Giappone            |                 |          |            | 86                      |                         |                         |  |
|  | Emirati Arabi Uniti | Emirati Arabi Uniti | 59              |          |            | Finale Undicesimo Posto | Finale Undicesimo Posto | Finale Undicesimo Posto |  |
|  | Emirati Arabi Uniti | Emirati Arabi Uniti | 59              |          |            |                         |                         |                         |  |
|  |                     |                     |                 |          |            |                         |                         |                         |  |
|  |                     |                     |                 |          |            | Emirati Arabi Uniti     | Emirati Arabi Uniti     | 61                      |  |
|  |                     |                     |                 |          |            | Emirati Arabi Uniti     | Emirati Arabi Uniti     | 61                      |  |
|  |                     |                     |                 |          |            | Kuwait                  | Kuwait                  | 65                      |  |

### Dal 13º al 16º posto
|  | Classificazione | Classificazione | Classificazione |       |            | Finale Tredicesimo Posto  | Finale Tredicesimo Posto  | Finale Tredicesimo Posto  |  |
|  |                 |                 |                 |       |            |                           |                           |                           |  |
|  | Sri Lanka       | Sri Lanka       | 47              |       |            |                           |                           |                           |  |
|  | Sri Lanka       | Sri Lanka       | 47              |       |            |                           |                           |                           |  |
|  | Uzbekistan      | Uzbekistan      | 90              |       |            |                           |                           |                           |  |
|  | Uzbekistan      | Uzbekistan      | 90              |       | Uzbekistan | Uzbekistan                | 73                        |                           |  |
|  |                 |                 |                 |       | Uzbekistan | Uzbekistan                | 73                        |                           |  |
|  |                 |                 | India           | India | 89         |                           |                           |                           |  |
|  | India           | India           | India           | India | 89         | 91                        |                           |                           |  |
|  | India           | India           |                 |       |            | 91                        |                           |                           |  |
|  | Indonesia       | Indonesia       | 52              |       |            | Finale Quindicesimo Posto | Finale Quindicesimo Posto | Finale Quindicesimo Posto |  |
|  | Indonesia       | Indonesia       | 52              |       |            |                           |                           |                           |  |
|  |                 |                 |                 |       |            |                           |                           |                           |  |
|  |                 |                 |                 |       |            | Sri Lanka                 | Sri Lanka                 | 42                        |  |
|  |                 |                 |                 |       |            | Sri Lanka                 | Sri Lanka                 | 42                        |  |
|  |                 |                 |                 |       |            | Indonesia                 | Indonesia                 | 74                        |  |

## Classifica finale
| Campione d'Asia | Campione d'Asia     | Campione d'Asia | Campione d'Asia |
| --- | ------------------- | --- | --------------- |
| Iran 4 Tajik, 5 Amini, 6 Davari, 7 Kamrani, 8 Davoudi, 9 Akbari, 10 Afagh, 11 Sohrabnejad, 12 Sahakian, 13 Doraghi, 14 Bahrami, 15 Haddadi, All. Veselin Matić |                     | |                 |
| Pos. | Squadra             | Formazione |                 |
| | Cina                | Cina4 Hu, 5 Liu, 6 Zhang, 7 Wang S., 8 Zhu, 9 Sun, 10 Li, 11 Yi, 12 Wang L., 13 Su, 14 Wang Z., 15 Du, All. Guo Shiqiang                                                                           |                 |
| | Giordania           | Giordania4 al-Najjar, 5 Wright, 6 Z. Abbas, 7 al-Awadi, 8 Hadrab, 9 Soobzokov, 10 Daghles, 11 al-Sous, 12 Ma'aytah, 13 al-Khas, 14 I. Abbas, 15 Idais, All. Mário Palma                            |                 |
| 4. | Libano              | Libano4 Abdel-Nour, 5 Vroman, 6 Mahmoud, 7 Fahed, 8 el-Turk, 9 Beshara, 10 Kanaan, 11 Akl, 12 Faris, 13 Freije, 14 Mneimneh, 15 el-Khatib, All. Dragan Raca                                        |                 |
| 5. | Taipei cinese       | Taiwan4 Su, 5 Yang Chin-min, 6 Lee, 7 Chang C., 8 Wu T., 9 Yang Che-yi, 10 Chang T., 11 Tseng, 12 Lin, 13 Tien, 14 Chen, 15 Wu C., All. Chung Kwang-suk                                            |                 |
| 6. | Qatar               | Qatar4 Mohammed, 5 Ma. Abdullah, 6 Ali, 7 Mousa, 8 Suliman, 9 Turki, 10 Musa, 11 Saeed, 12 Mo. Abdullah, 13 Ismail, 14 Elsayad, 15 Salem, All. -                                                   |                 |
| 7. | Corea del Sud       | Corea del Sud4 Bang, 5 Lee J., 6 Kang, 7 Yang D., 8 Lee G., 9 Ju, 10 Lee D., 11 Kim J., 12 Yang H., 13 O, 14 Ha, 15 Kim M., All. Heo Jae                                                           |                 |
| 8. | Filippine           | Filippine4 Dillinger, 5 Raymundo, 6 Yap, 7 Thoss, 8 Taulava, 9 Aguilar, 10 Norwood, 11 Miller, 12 Pennisi, 13 Helterbrand, 14 Baguio, 15 Santos, All. Yeng Guiao                                   |                 |
| 9. | Kazakistan          | Kazakistan4 Ismail, 5 Nečaev, 6 Skornjakov, 7 Achmet, 8 Voejkov, 9 Tjutjunik, 10 Murav'ëv, 11 Ponomarëv, 12 Koptelov, 13 Jargaliev, 14 Gavrilov, 15 Fadejkin, All. Vitalij Strebkov                |                 |
| 10. | Giappone            | Giappone4 Okada, 5 Yamada, 6 Sakurai, 7 Igarashi, 8 Kashiwagi, 9 Orimo, 10 K. Takeuchi, 11 Amino, 12 Takeda, 14 Itō, 15 J. Takeuchi, All. Osamu Kuraishi                                           |                 |
| 11. | Kuwait              | Kuwait4 al-Rabah, 5 Ab. Fadhel, 6 Jamal, 7 al-Saeid, 8 al-Hamidi, 9 Ah. Fadhel, 10 Saeed, 11 Ashkanani, 14 al-Khabbaz, 15 al-Mutairi, All. Zoran Kreković                                          |                 |
| 12. | Emirati Arabi Uniti | Emirati Arabi Uniti4 Ibrahim, 5 Ashoor, 6 Alajmani, 7 Khalifa, 8 Ahmed, 9 Albalooshi, 10 Alsuwaidi, 11 Alnuaimi, 12 Alzaabi, 13 Alsari, 14 Alhattawi, 15 Abdalla, All. Ben Slimane Mounir          |                 |
| 13. | India               | India4 Kadam, 5 T. Singh, 6 Koroth, 7 Vaghela, 8 Rathee, 9 Bhriguvanshi, 10 Mishra, 11 Revi Mathew, 12 Paul, 13 Jat, 14 Coimbatore, 15 J. Singh, All. -                                            |                 |
| 14. | Uzbekistan          | Uzbekistan4 Gusev, 5 Nuraliev, 6 Šarafutdinov, 7 Inileev, 8 Denisov, 9 Šatrov, 10 Abdurachmanov, 11 Juginisov, 12 Jachin, 13 Kozlov, 14 Rachimov, 15 Safarov, All. -                               |                 |
| 15. | Indonesia           | Indonesia4 Purwanto, 5 Poediakesuma, 6 Iroth, 7 Wijaya, 8 Sebayang, 9 Kurniahu, 10 Chandra, 11 Paolopo, 12 Sogirin, 13 Indrawan, 14 Fidyandini, 15 Thoyib, All. -                                  |                 |
| 16. | Sri Lanka           | Sri Lanka4 Kolamba, 5 Rajapakshe, 6 Sooroyaarachchi, 7 De Silva, 8 Agalathunga, 9 Danawansa, 10 Perera, 11 Abesekara, 12 Senanayake, 13 Kulathunga, 14 Fernando, 15 Serasinghe, All. Ajith Kuruppu |                 |